# Sergentomyia yunnanensis
Sergentomyia yunnanensis är en tvåvingeart som beskrevs av He 1991. Sergentomyia yunnanensis ingår i släktet Sergentomyia och familjen fjärilsmyggor. Inga underarter finns listade i Catalogue of Life.
Artens utbredningsområde är Kina.